# Anarta sulphurescens
Anarta sulphurescens är en fjärilsart som beskrevs av Heydemann 1929. Anarta sulphurescens ingår i släktet Anarta och familjen nattflyn. Inga underarter finns listade i Catalogue of Life.